# Morpho boyi
Morpho boyi är en fjärilsart som beskrevs av Kotzsch 1935. Morpho boyi ingår i släktet Morpho och familjen praktfjärilar. Inga underarter finns listade i Catalogue of Life.